# Karlberg, Karlskoga
För andra betydelser, se Karlberg.
Karlberg utgör en stadsdel belägen nordväst om centrala Karlskoga och gränsar till Rävåsen i öster, Löten i norr samt Ekeby i söder.

## Historik
Stadsdelen började ta form vid sekelskiftet 1900 och byggdes upp på tidigare åkermark. Bebyggelsen i området har sina rötter från 1930-talet, då tomter och mark förbereddes för bostadsändamål. Utvecklingen fortsatte under decennierna som följde, med nya bostäder.
Inom stadsdelen återfinns en låg- och mellanstadieskola, vilken tidigare även fungerade som högstadieskola.